# 苫前町立苫前小学校
苫前町立苫前小学校（とままえちょうりつ とままえしょうがっこう）は、北海道苫前郡苫前町字苫前にある公立小学校。

## 概要
- 校長 - 本間博樹[1]
- 学校給食 - あり

### 年表
- 1883年 - 創立。仮校舎での授業開始。
- 1886年 - 苫前簡易小学校に指定。
- 1895年 - 苫前尋常小学校となる。
- 1997年 - 高等科を併設し苫前尋常高等学校となる。
- 1941年 - 国民学校令により苫前国民学校に改称する。
- 1947年 - 学制改革により苫前小学校に改称する。
- 1960年 - 校歌制定。
- 1966年 - 豊浦小学校を統合。
- 1967年 - 長島小学校を統合（一部）。
- 1971年 - 上平小学校を統合。
- 1983年 - 創立100周年記念式典を挙行。
- 2005年 - 力昼小学校を統合。
- 2017年 - 新校舎落成。

## 交通
- 沿岸バス、特急はぼろ号「苫前上町」下車。

## 学校周辺
- 苫前町郷土資料館
- セイコーマート むらい苫前店
- 苫前郵便局
- 苫前駅跡